# 2293 Guernica
2293 Guernica eller 1977 EH1 är en asteroid i huvudbältet som upptäcktes den 13 mars 1977 av den rysk-sovjetiske astronomen Nikolaj Tjernych vid Krims astrofysiska observatorium på Krim. Den har fått sitt namn efter den baskiska staden Guernica.
Den tillhör asteroidgruppen Themis.